# Stertinius patellaris
Stertinius patellaris là một loài nhện trong họ Salticidae.
Loài này thuộc chi Stertinius. Stertinius patellaris được Eugène Simon miêu tả năm 1902.